# Bernardo Clavijo del Castillo
Bernardo Clavijo del Castillo ([...?], vers el 1545 - Madrid, 1 de febrer de 1626) fou un compositor i organista espanyol.
Destacà per la seva habilitat com a executant i per la seva inspiració i talent com a compositor. El 1594 succeí a Salinas en la càtedra de música de la universitat de Salamanca i desenvolupà aquest càrrec fins al curs 1604-05, en què el substituí Vivanco, també fou mestre de la capella reial i organista i clavicordista de cambra de Felip IV. Per un llibre de Motets que publicà, imprès a Roma el 1588, se sap que anteriorment havia estat organista de la Reial Capella de Sicília (Palerm).
Les seves obres, tant sagrades com profanes, escrites quasi totes per a la cort, foren molt notables segons els autors de la seva època, però, desgraciadament, es cremaren en el terrible incendi que destruí gran part del palau reial el 1724.